# Тілопо білолобий
Тілопо білолобий (Ptilinopus dupetithouarsii) — вид голубоподібних птахів родини голубових (Columbidae). Ендемік Французької Полінезії. Вид названий на честь французького адмірала і ботаніка Абеля Обера дю Петі-Туара.

## Підвиди
Виділяють два підвиди:
- P. d. viridior Murphy, 1924 — північні Маркізькі острови (Нуку-Хіва, Уа-Хука[en] і Уа-Пу[en]);
- P. d. dupetithouarsii (Néboux, 1840) — південні Маркізькі острови (Хіва-Оа, Тахуата[en], Мохо-Тані[en] і Фату-Хіва).

## Поширення і екологія
Білолобі тілопо живуть у вологих і сухих рівнинних тропічних лісах та на плантаціях.